# ModerneREGIONAL

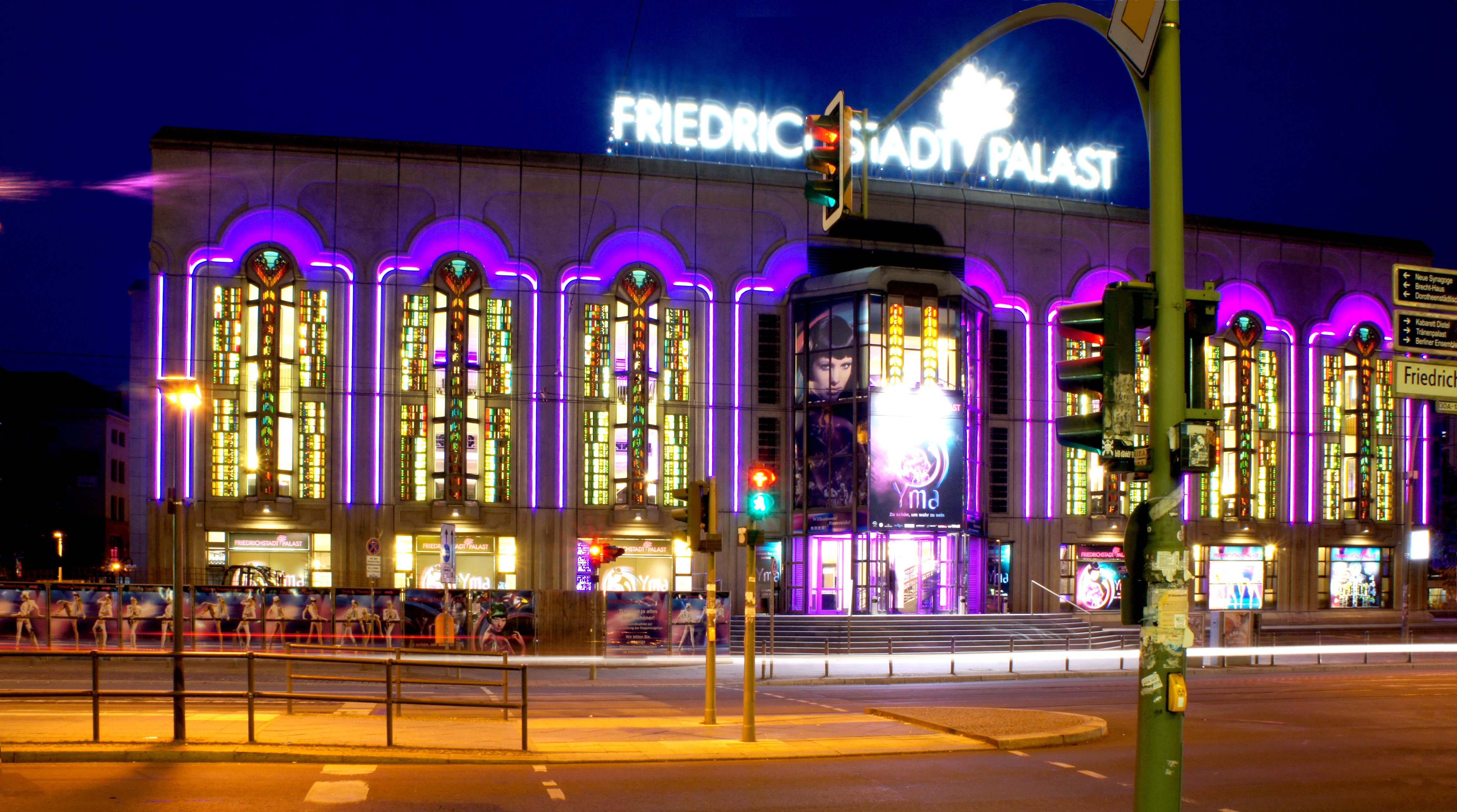
Der Berliner Friedrichstadtpalast (1984), eines der Beispiele im mR-Themenheft „Pretty Ugly“

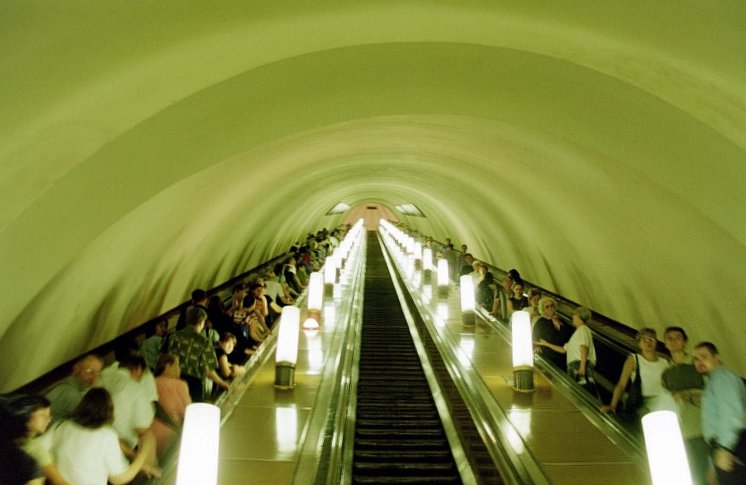
Die Moskauer U-Bahn mit ihren Rolltreppen, eines der Beispiele im mR-Themenheft „U-Bahnbauten“

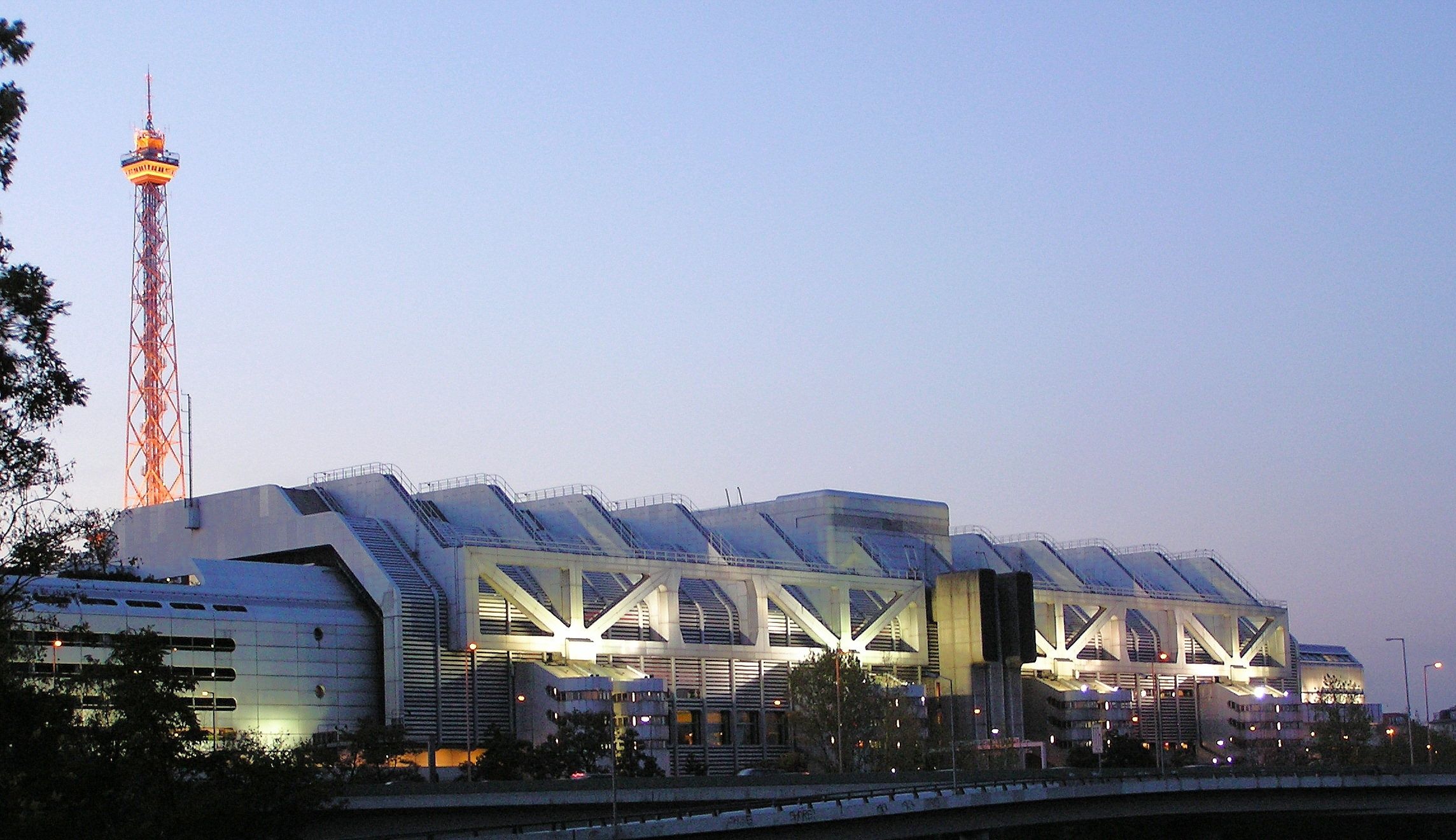
Das ICC Berlin (1979), eines der Beispiele im mR-Themenheft „Großbauten“

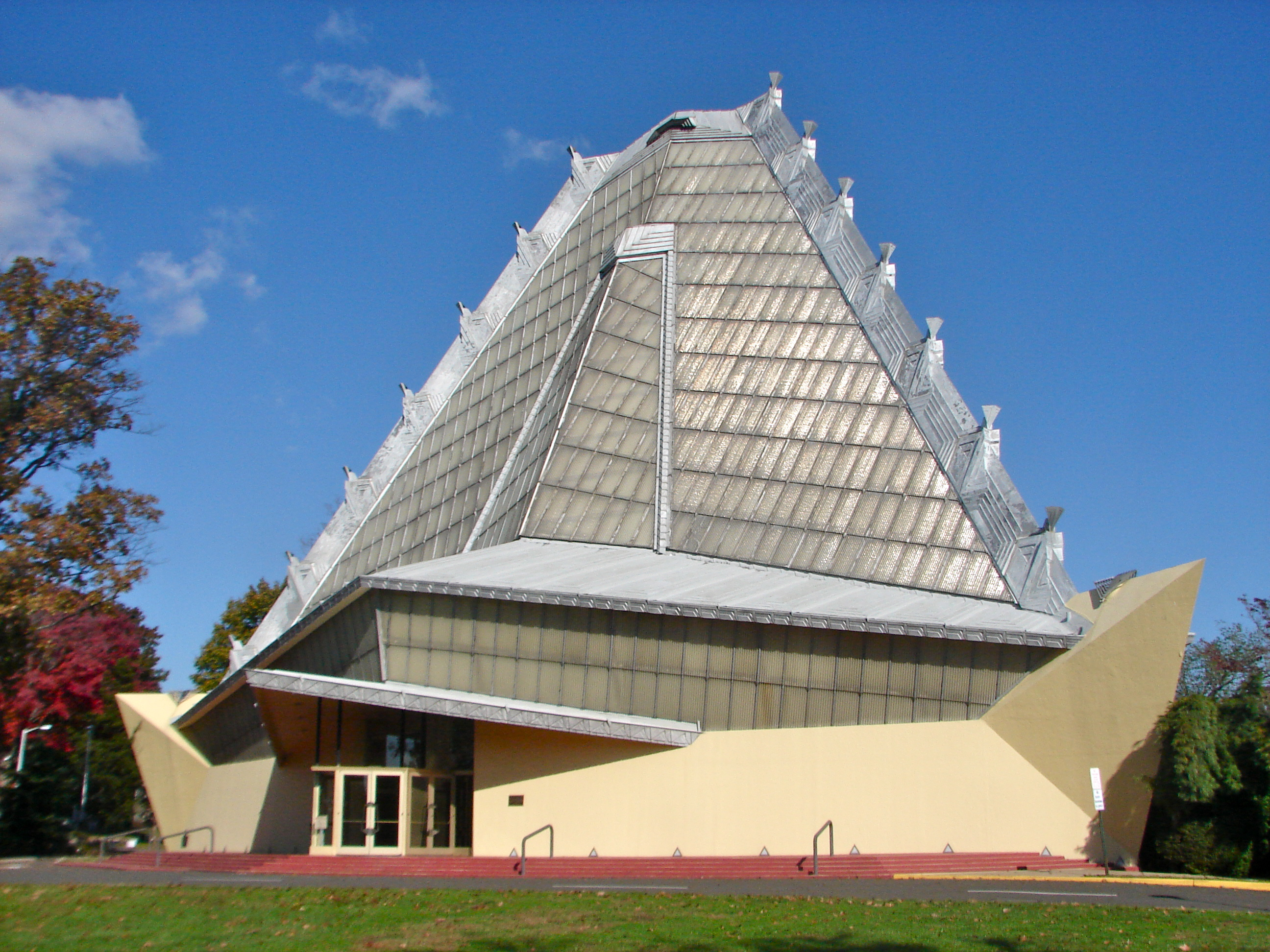
Die Beth Sholom Synagoe (1959) im Elkins Park von Frank Lloyd Wright, eines der Beispiele im mR-Themenheft „Jüdisches Bauen“

moderneREGIONAL ist ein nicht-kommerzielles Online-Magazin zu „Kulturlandschaften der Nachkriegsmoderne“.

## Geschichte
Seit Mai 2014 wird moderneREGIONAL rein ehrenamtlich von einem kleinen Herausgeberteam – Daniel Bartetzko und Karin Berkemann – mit zahlreichen freien Textautoren bereitgestellt. Von 2015 bis zum Herbst 2018 war C. Julius Reinsberg Mitherausgeber. Mitbegründer waren Martin Bredenbeck und Tobias M. Wolf. moderneREGIONAL erhielt 2018 den Deutschen Preis für Denkmalschutz (Kategorie: Internetpreis). Im selben Jahr startete die moderneREGIONAL-Wanderausstellung märklinMODERNE im Deutschen Architekturmuseum Frankfurt am Main.

## Inhalte
Das Online-Magazin widmet sich der Baukunst des 20. Jahrhunderts: von Architektur über Städte- und Gartenbau bis zu Design, Fotografie und Kunst am Bau. Der Schwerpunkt liegt auf bislang kaum beachteten „kleinen“ Formaten, Regionen und Bautypen der Nachkriegsjahrzehnte. Täglich informieren aktuelle Meldungen über Veranstaltungen, Ausstellungen, Bücher und Forschungsprojekte. Alle drei Monate erscheint ein vertiefendes Themenheft mit Leitartikel, Fachbeiträgen und Interview.

## Themenhefte
- Herbst 2018: „Geht aufs Haus!“ Architektur zum schön Trinken[5]
- Sommer 2018: Bleu – Blanc – Brut – Saarmoderne zwischen Frankreich und Deutschland[6]
- Frühjahr 2018: Modell Moderne – Wir haben alle mal klein angefangen[7]
- Winter 2018: Im Hotel – zu Gast bei der Moderne[8]
- Herbst 2017: Nehmen Sie Platz! Architekturen des Sitzens[9]
- Sommer 2017: Mettigel – Kann man hier essen?[10]
- Frühjahr 2017: Verdämmt! Wärmedämmung und andere Abwege[11]
- Winter 2017: Vernetzt – Wege und Räume der Infrastruktur[12]
- Foto-Spezial 2016: „Generation Beton“[13]
- Sommer 2016: „Spacedesign“ – moderne Sternenfahrer[14]
- Frühjahr 2016: „Umbrüchig“ – Prestigebauten der Sowjetmoderne[15]
- Winter 2016: „Pretty Ugly“ – zu schön, um modern zu sein[16]
- Herbst 2015: "Haus mit Turm" – Kirchenbauten und Gemeindezentren[17]
- Sommer 2015: "Untergründig" – U-Bahn-Bauten[18]
- Foto-Spezial 2015: "Ein Bild von einem Waschbeton"[19]
- Frühjahr 2015: "Fußläufig" – die Fußgängerzone[20]
- Winter 2015: „Gibt es nicht!“ – jüdisches Bauen dies- und jenseits der Synagoge[21]
- Herbst 2014: "Rauf und runter" – Treppe, Fahrstuhl, Paternoster[22]
- Sommer 2014: „Gestrandete Wale“ – große Bauten mit kleinen Chancen[23]
- Frühjahr 2014: „Sport und Spektakel“ – Räume der Freizeitgestaltung[24]